# Rocca dei Bentivoglio
La Rocca dei Bentivoglio è un castello matildico situato a Bazzano nel comune di Valsamoggia, nella città metropolitana di Bologna.
È sede della omonima fondazione ed ospita il Museo civico archeologico Arsenio Crespellani e sale per le attività culturali del comune, il centro musica, la mediateca intercomunale e il centro studi "Tommaso Casini".

## Storia
Citata per la prima volta nel 1019, ma probabilmente di origini più antiche, la rocca venne totalmente riedificata per volere del marchese Azzo VIII d'Este tra il 1296 e il 1317 e trasformata in seguito in residenza signorile da Giovanni II Bentivoglio a partire dal 1473.
Dall'estate 2024 è punto di arrivo della Via dei Brentatori.

## Architettura
Il nucleo più antico del complesso si affaccia sulla corte interna dell'attuale rocca ed è costituito di due strutture interamente in mattoni sul lato sud: una torre e un fabbricato adiacente, entrambi tardoduecenteschi e in stile gotico bolognese, caratterizzati da porte a doppio sesto acuto e da soffitti con volte a crociera.

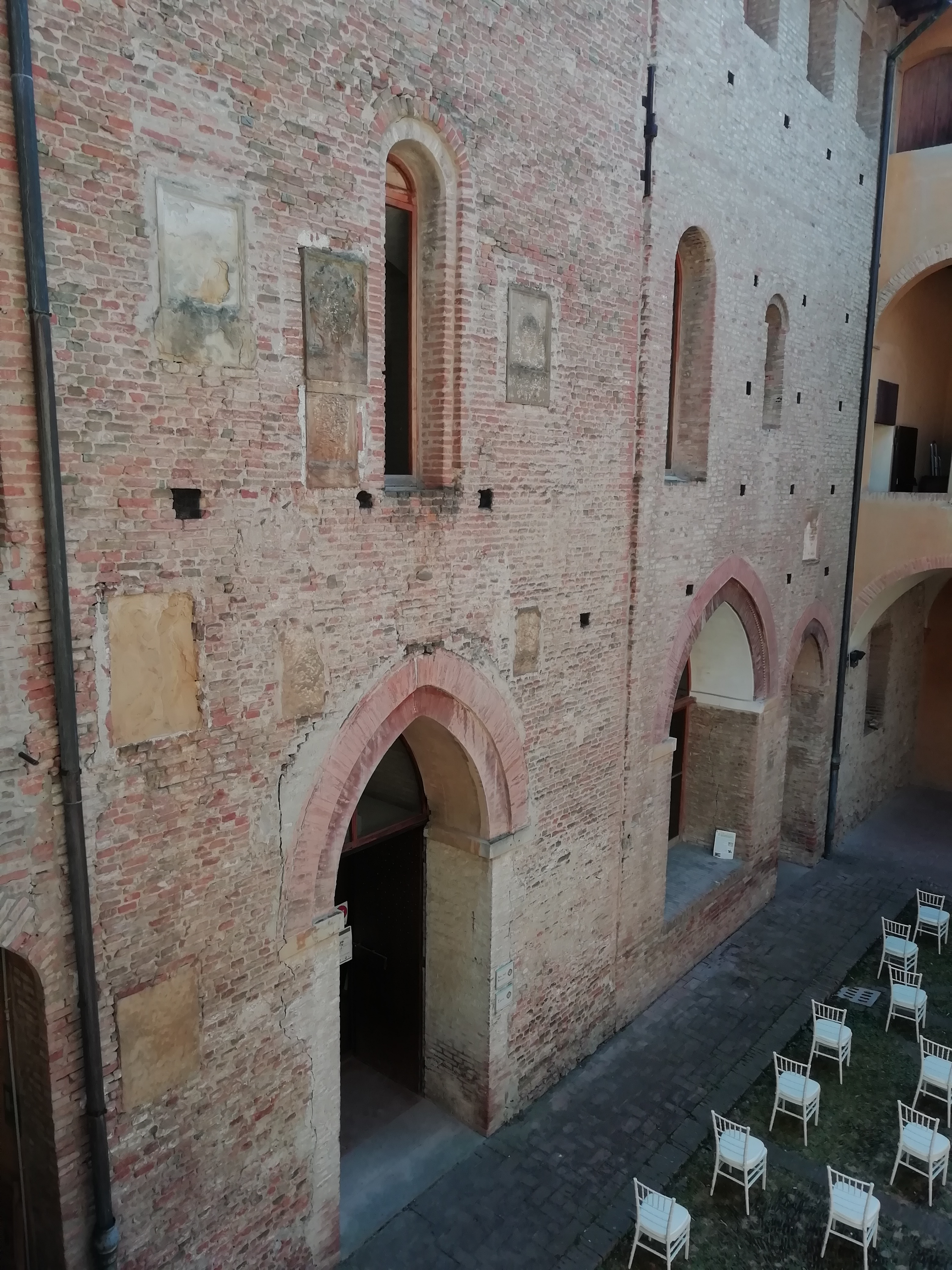
Il nucleo più antico della Rocca, visto dal loggiato-ballatoio sul cortile interno

Questa struttura con funzioni di avvistamento e di difesa militare, iniziata dal marchese Azzo VIII d'Este nel 1296 fu terminata dai bolognesi probabilmente nel 1301, come sembra indicare una lapide murata sulla fronte della torre, che commemora il primo munizionamento del castello. Le mura furono terminate nel 1304 e  nel 1310 furono dotate di due casseri: il cassero in prossimità della porta d'ingresso, situata lungo la stradina che scende dalla Rocca verso il paese, fu trasformato in torre nel 1317 ed è l'attuale torre dell'orologio. Accanto alla torre compare una porta con doppio fornice che per la sua struttura “a tenaglia” costituiva una valida trappola militare.

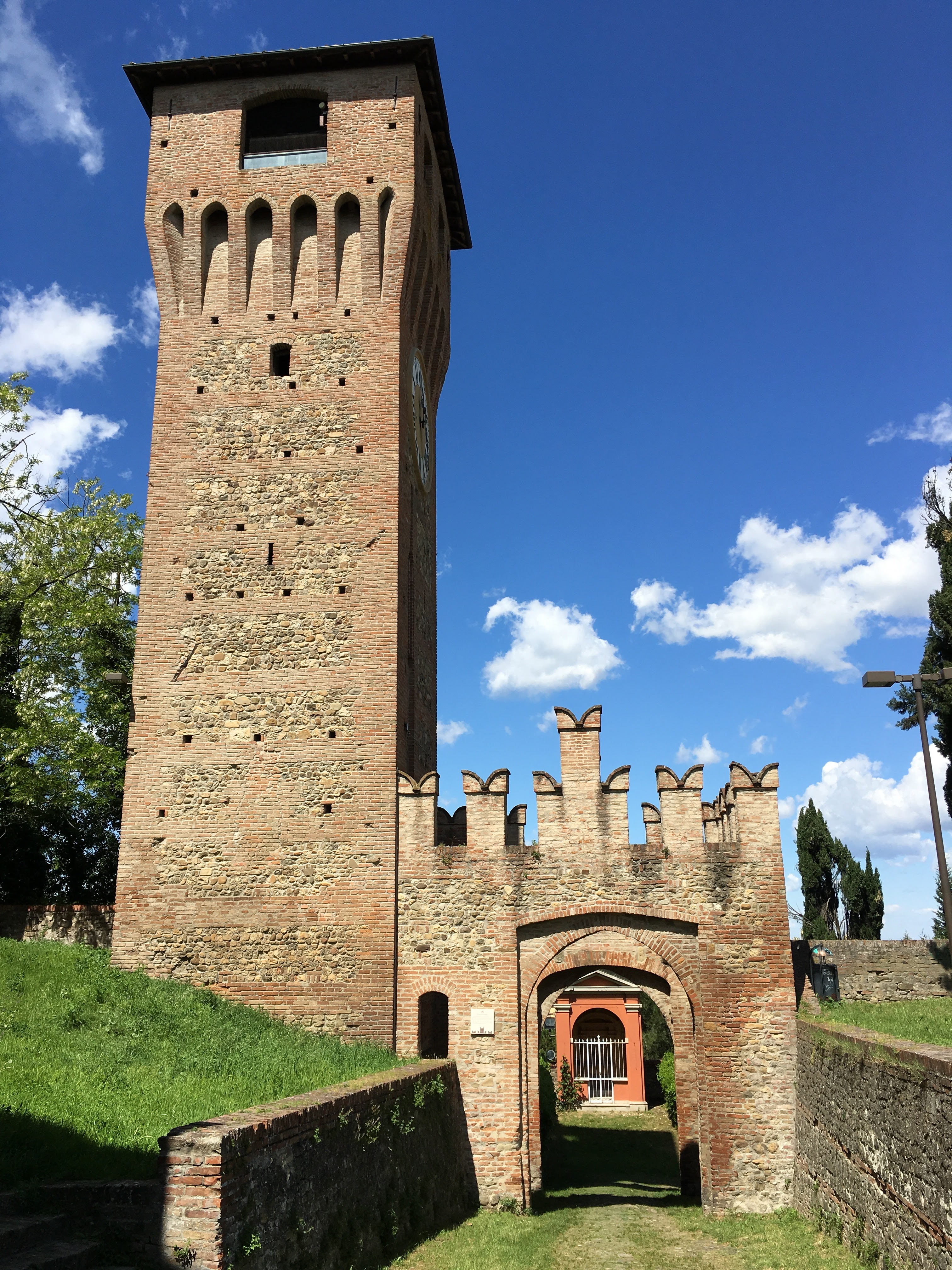
La torre dell'orologio e l'ingresso

Al loro arrivo, i Bentivoglio ampliarono gli edifici medievali inglobandoli in un complesso residenziale signorile più vasto, a due piani, sviluppato su quattro lati attorno alla corte interna. Al centro della corte si trova un pozzo collegato alla cisterna interrata. Al piano terra si trovano la cucina, i magazzini, la cantina e gli alloggi della servitù, mentre il piano nobile accoglie gli appartamenti dei Bentivoglio e le sale di rappresentanza.

### La facciata
La facciata della rocca, un tempo dipinta a tempera, si presenta senza intonaco e priva di decorazioni, mostrando l'impiego di mattoni e ciottoli disposti su filari alternati, una tecnica mista che caratterizza tutte le strutture aggiunte ex novo dai Bentivoglio. Del fossato che cingeva la rocca, probabilmente senz'acqua fin dalla sua costruzione, resta traccia negli incassi verticali ai lati dell'ingresso sulla facciata e in un avvallamento ad ovest del complesso. La presenza del ponte levatoio e del fossato è inoltre documentata da un disegno del 1585, in cui compaiono anche le stalle dei Bentivoglio, situate ad ovest dell'edificio.

### Interno e affreschi

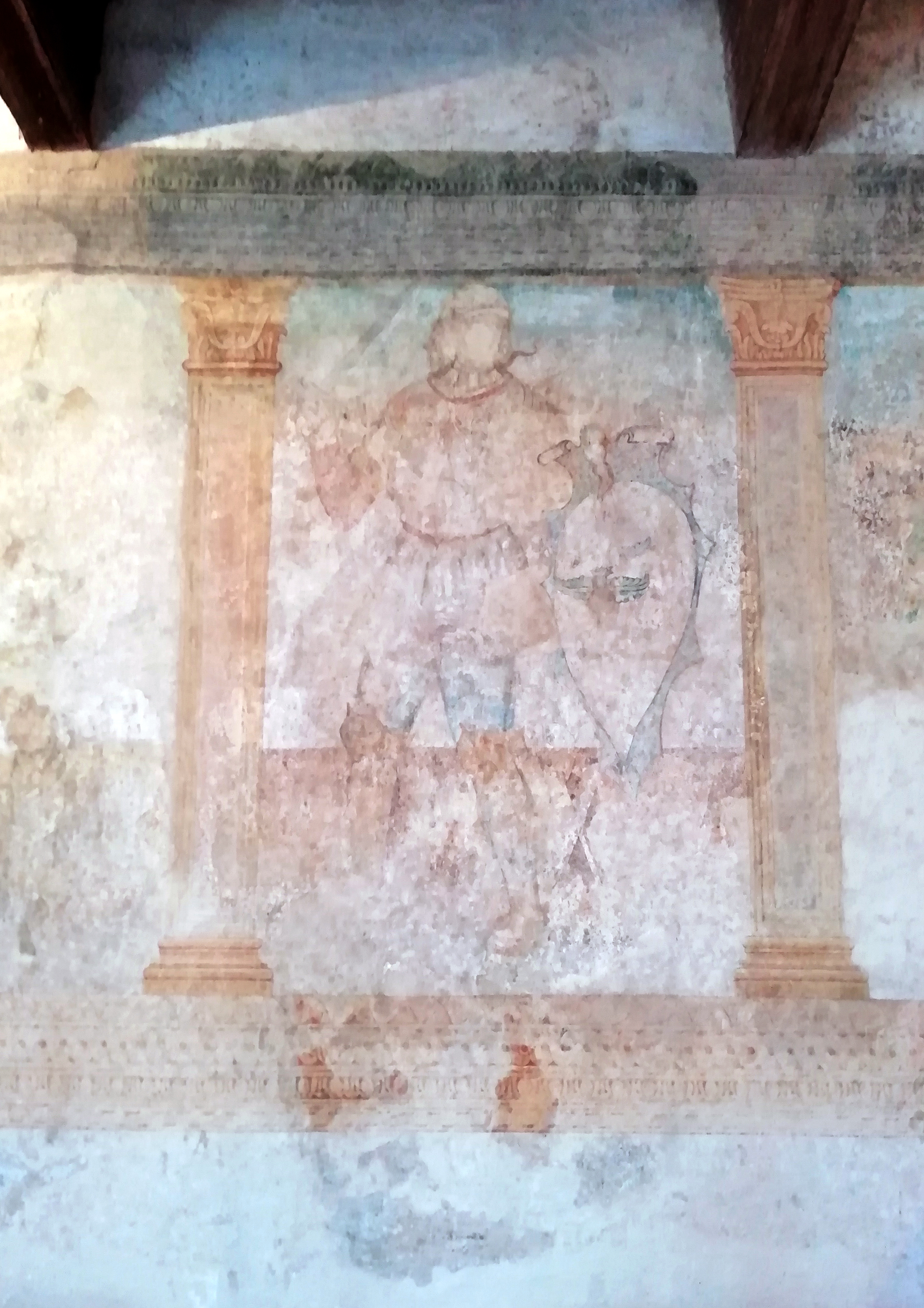
Affresco bentivogliesco nella Sala dei Giganti

In seguito ai restauri effettuati a più riprese, sono venuti in luce i dipinti parietali che decoravano le sale della Rocca e che erano stati obliterati dagli strati di intonaco più recenti.

#### Piano terra

##### Sale degli Stemmi
Al piano terreno dell'edificio in mattoni, nel nucleo antico del castello, la decorazione parietale è caratterizzata dallo stemma dei Bentivoglio, ai cui lati si notano le lettere Ms e Zo, trascritte nella grafia rinascimentale, che rappresentano le iniziali di Messer Zoane, ovvero Signor Giovanni II Bentivoglio. 
Sul soffitto, all'arma dei Bentivoglio si affianca l'emblema dei Visconti e degli Sforza di Milano, ribadendo l'alleanza tra le famiglie.

##### Cantina
Nell'ambiente della cantina, che reca tracce delle antiche fondamenta, è stato allestita la biglietteria che funge anche da punto informativo della Strada dei Vini e dei Sapori "Città Castelli Ciliegi".

#### Primo piano

##### Sala dei Giganti

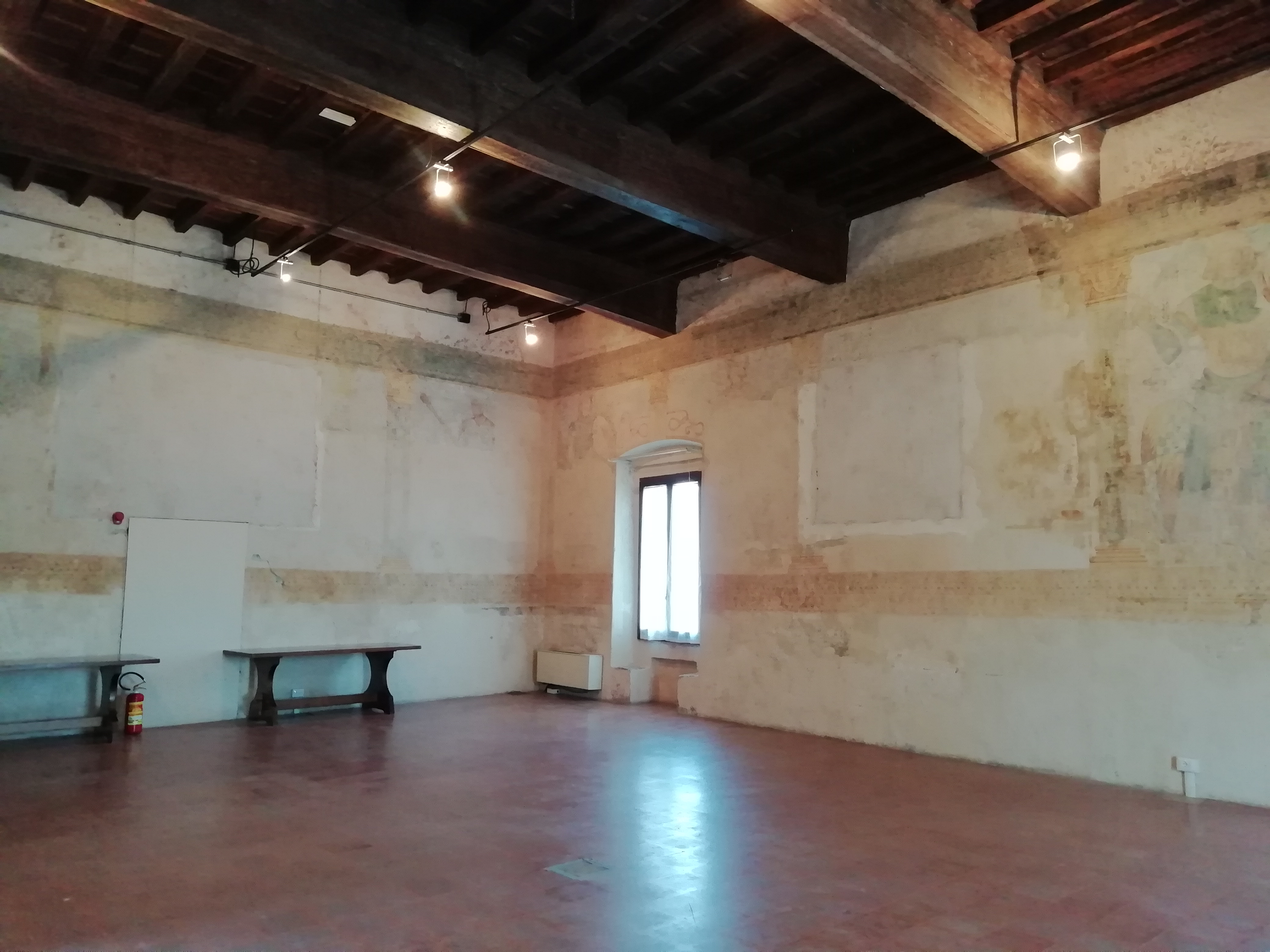
La Sala dei Giganti

Al piano nobile, la decorazione pittorica risulta più cospicua. Nella Sala dei Giganti le testimonianze più antiche sono due vedute della fine del Quattrocento, interpretabili come raffigurazioni dei possedimenti dei Bentivoglio, anche in virtù della funzione di rappresentanza della sala, destinata ai ricevimenti.
La sala prende però il nome dalla serie di guerrieri in armatura, incorniciati da colonne e altri elementi architettonici, che percorre tutte le pareti. Il recente restauro di queste pitture ha messo in evidenza diversi “ripensamenti” e correzioni delle figure, come la presenza di due scudi con insegne leggermente diverse accanto ad ogni personaggio e la realizzazione di uno dei guerrieri con tre gambe..

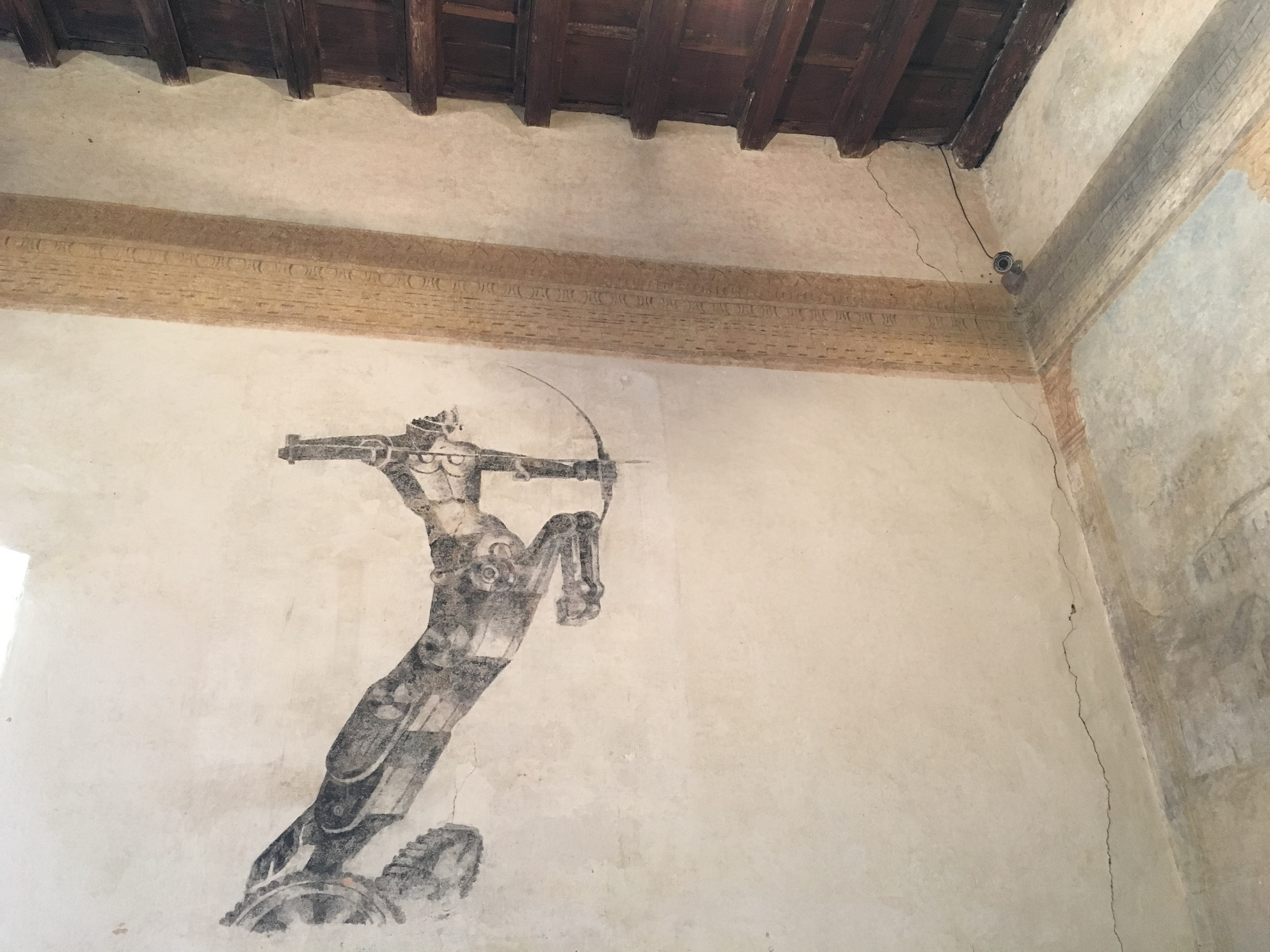
Il disegno futurista nella Sala dei Giganti

La decorazione della sala dei Giganti costituisce una testimonianza importante per la ricostruzione dell'epoca bentivolesca: in seguito alla violenta cacciata dei Bentivoglio da Bologna gran parte delle opere artistiche andarono irrimediabilmente distrutte e gli affreschi di Bazzano contribuiscono a colmare in parte le lacune relative alle opere commissionate dai Bentivoglio. A questo proposito sono possibili alcuni confronti stilistici con il ciclo pittorico del “Maestro delle Storie del pane", che ha affrescato il castello bentivolesco di Ponte Poledrano, anche se non risulta possibile attribuire con certezza alla mano di questo artista le decorazioni bazzanesi.
Agli affreschi bentivoleschi si aggiungono due testimonianze dell'inizio del Novecento: un centauro meccanico in stile futurista e alcuni emblemi fascisti: alcune insegne militari in oro e blu di Prussia e l'aquila, corredati di slogan e motti fascisti, che sono state asportate durante il recupero delle pitture bentivolesche.

##### Sala del Camino
Comunicante con la sala dei Giganti è la Sala del Camino con funzione di sala da pranzo, che presenta una decorazione "a tappezzeria", caratterizzata dallo stesso motivo decorativo ripetuto su tutte le pareti, persino in corrispondenza degli angoli della sala. Il motivo consiste in uno stemma suddiviso in quattro parti, in cui compaiono abbinate simmetricamente la sega a sette denti dei Bentivoglio e la scacchiera bianca e azzurra degli Sforza, in omaggio a Ginevra Sforza, moglie di Giovanni II. Lo stemma è impreziosito da una collana di perle che lo circonda e da un nastro che forma una cornice quadrilobata intorno allo scudo.
Lo stesso tipo di decorazione era presente anche nella sala adiacente, che oggi ospita i materiali provenienti dal pozzo Casini di Bazzano: in seguito ai restauri effettuati negli anni trenta del Novecento le pareti sono state interamente ridipinte e conservano solo qualche piccolo lacerto degli affreschi originali.

##### Sala dei Ghepardi

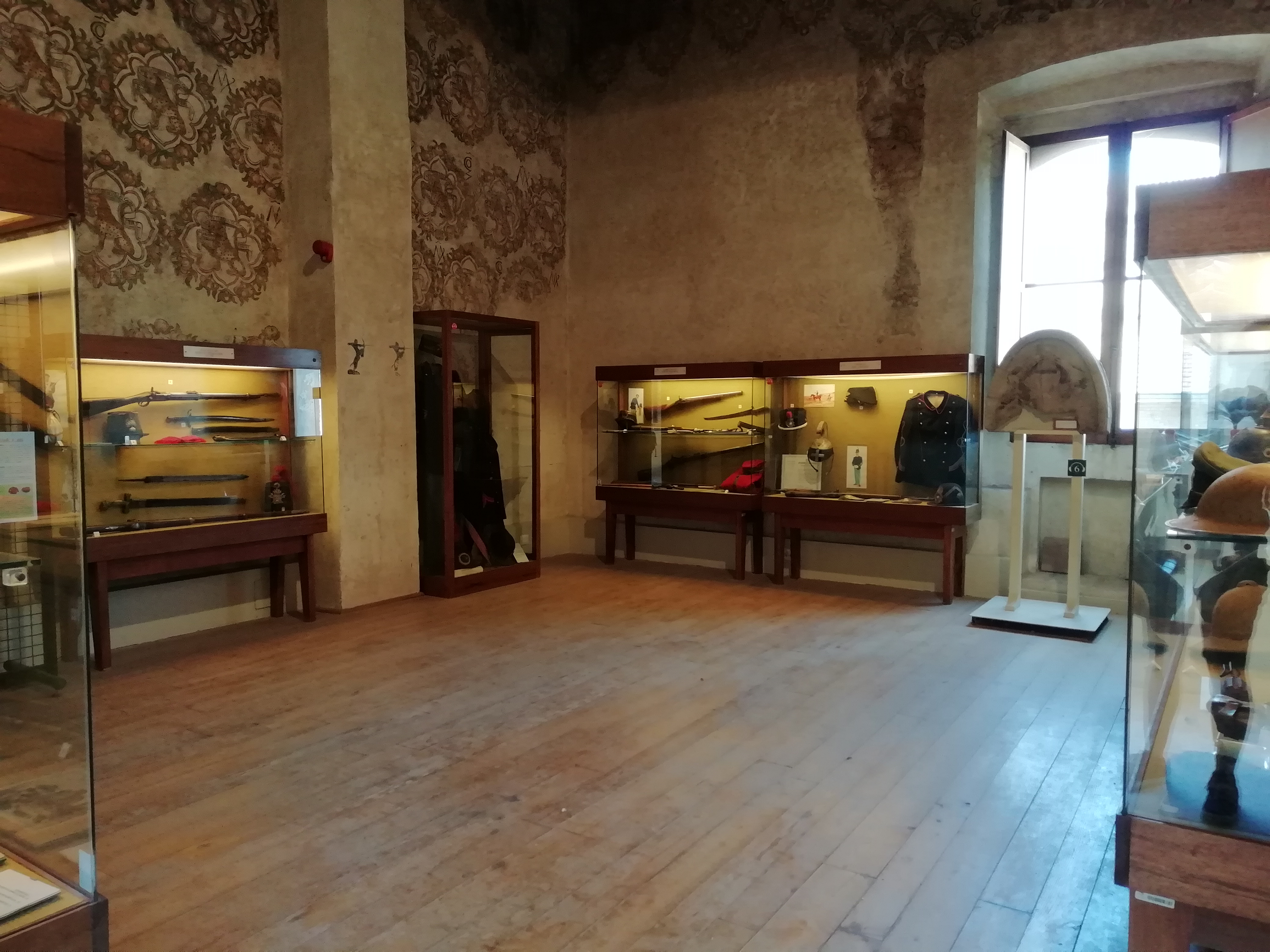
La Sala dei Ghepardi

Altre due stanze, alle quali si accede dal ballatoio esterno, presentano affreschi: nella Sala dei Ghepardi viene riproposto lo stile “a tappezzeria”, questa volta caratterizzato da uno stemma con la raffigurazione di un ghepardo dal manto maculato, che regge un cartiglio in cui compare il seguente motto: “per amore tuto ben volgo sofferire”. Si tratta di un indovinello che cela l'etimologia del cognome della famiglia bolognese. Lo stemma infine è circondato da una corona di melagrane, simbolo di prosperità fin dall'epoca classica.

##### Sala delle Ghirlande

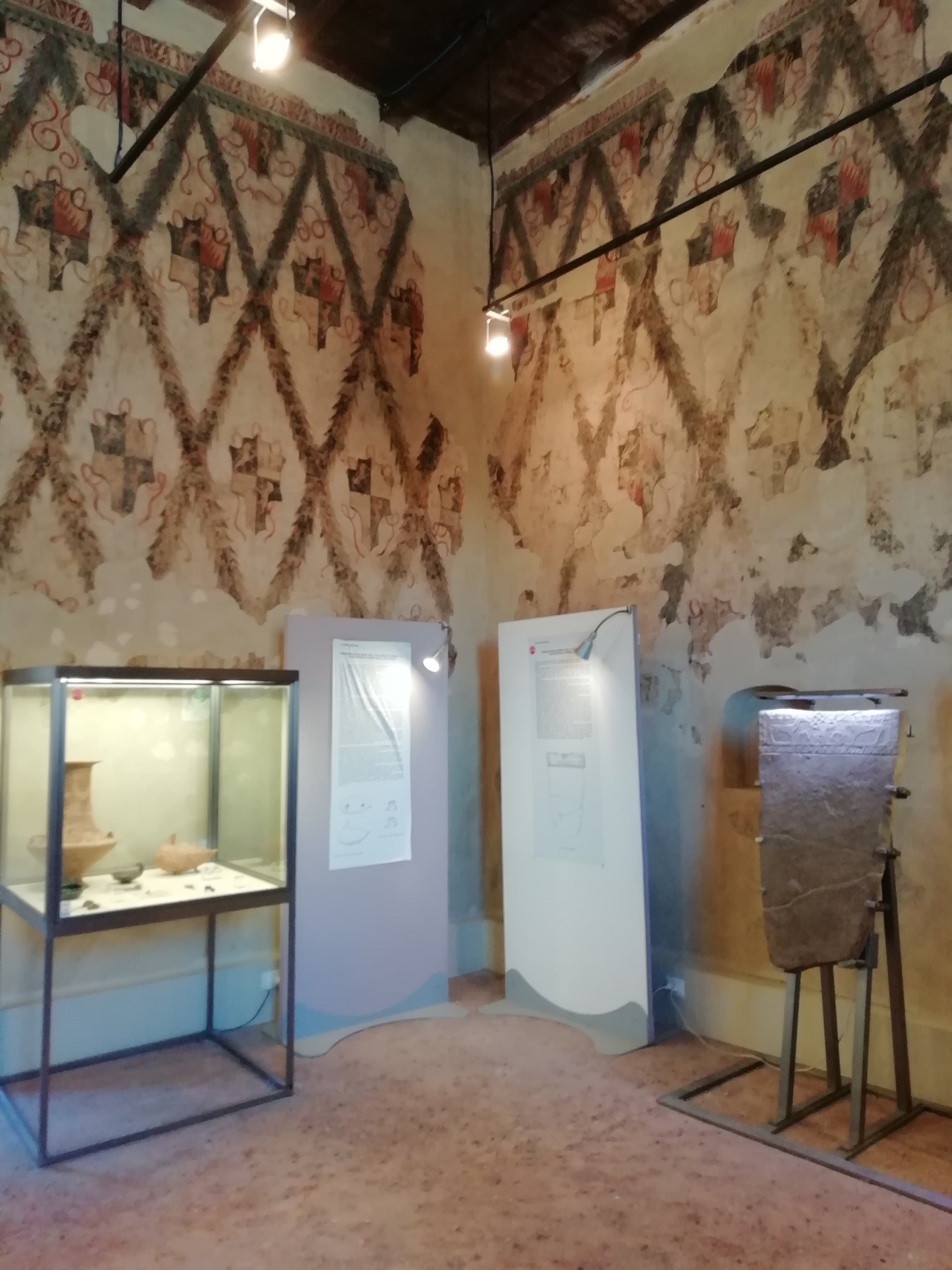
La Sala delle Ghirlande

Nella Sala delle Ghirlande e pareti sono decorate da ghirlande vegetali intrecciate in modo da formare losanghe: all'interno di esse viene ripetuto uno stemma quadripartito. Gli emblemi raffigurati sono il leone rampante in oro con una mela cotogna nella zampa, simbolo degli Sforza originari di Cotignola, e la sega a sette denti dei Bentivoglio. 
Particolare risulta la disposizione dei due simboli: il leone degli Sforza si trova infatti in alto a sinistra, nella posizione più importante quando lo stemma presenta divisioni. Con ciò si vuole sottolineare l'importanza di Ginevra all'interno di questa sala che era la sua camera da letto, dotata di una nicchia nella parete per riporre gli oggetti personali. La frequentazione di questo ambiente da parte di Ginevra viene ribadita anche dalle iniziali MA  ZA (Madonna Zinevra) che sono visibili, accanto a quelle dello sposo Giovanni, sotto al cornicione dipinto nella parte alta della parete.

##### Sala III o Sala del Pozzo Casini
Nella sala dedicata ai reperti provenienti dal Pozzo Casini le pareti sono state ridipinte durante gli interventi di restauro degli anni trenta del Novecento.

##### Sala Ginevra e antisala
La sala Ginevra occupa parte dell'ala antica del castello insieme alla sua antisala, quest'ultima come una sorta di vestibolo all'interno della torre. Sono adibite a mostre temporanee.